# Diócesis de Brescia
La diócesis de Brescia (en latín: Dioecesis Brixiensis y en italiano: Diocesi di Brescia) es una circunscripción eclesiástica de la Iglesia católica en Italia. Se trata de una diócesis latina, sufragánea de la arquidiócesis de Milán. Desde el 12 de julio de 2017 su obispo es Pierantonio Tremolada.

## Territorio y organización

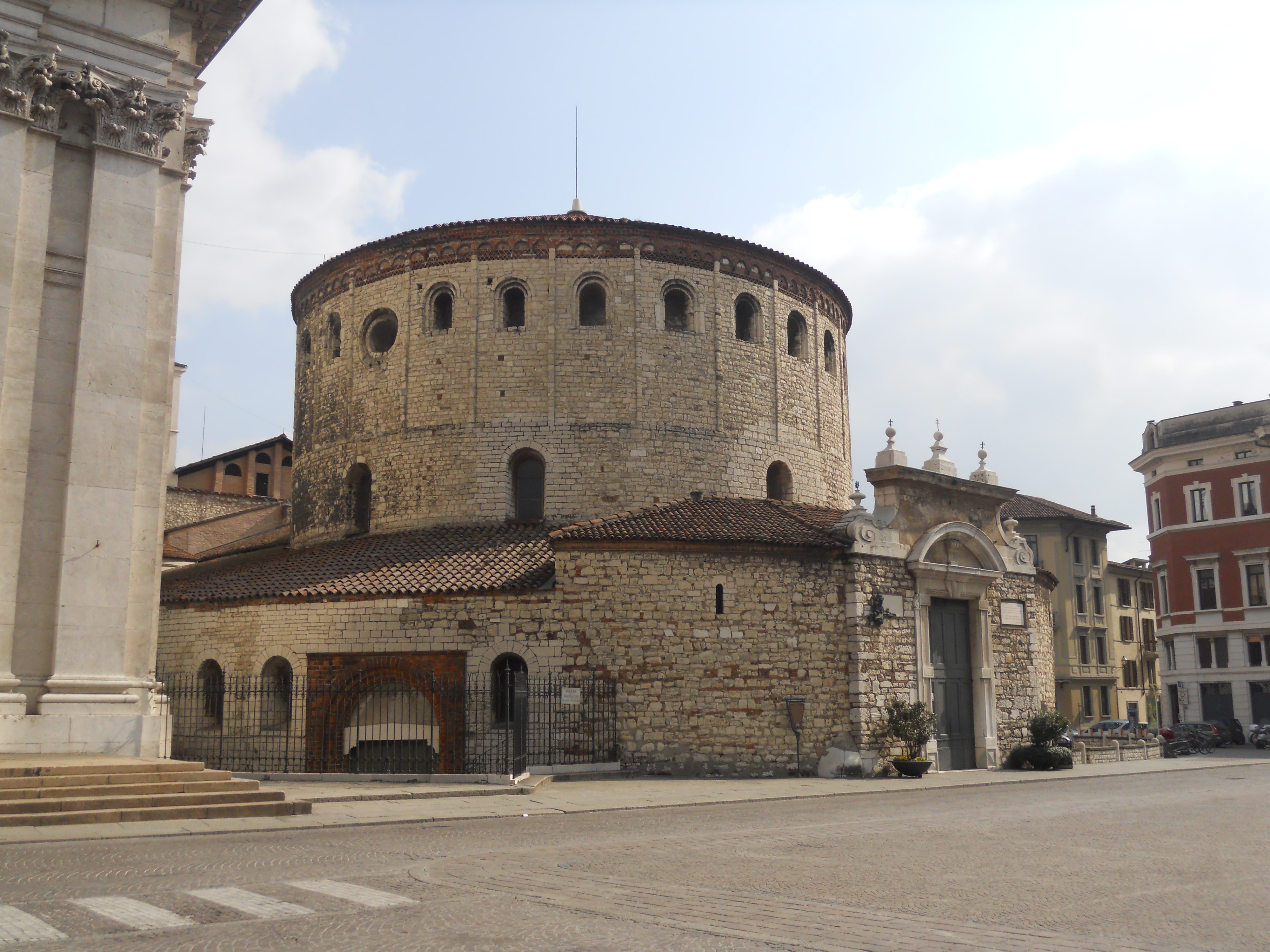
Concatedral de Santa María Asunta, en Brescia

La diócesis tiene 4538 km² y extiende su jurisdicción sobre los fieles católicos de rito latino residentes en parte de la región de Lombardía, comprendiendo:
- la provincia de Brescia a excepción de las comunas de: Paratico (que pertenece a la diócesis de Bérgamo), San Felice del Benaco, Puegnago del Garda, Manerba del Garda, Polpenazze del Garda, Soiano del Lago, Moniga del Garda, Padenghe sul Garda, Sirmione, Pozzolengo, Desenzano del Garda, casi la totalidad de Lonato del Garda (que pertenecen a la diócesis de Verona),
- en la provincia de Bérgamo las comunas de: Palosco, Lovere, Costa Volpino y Rogno.

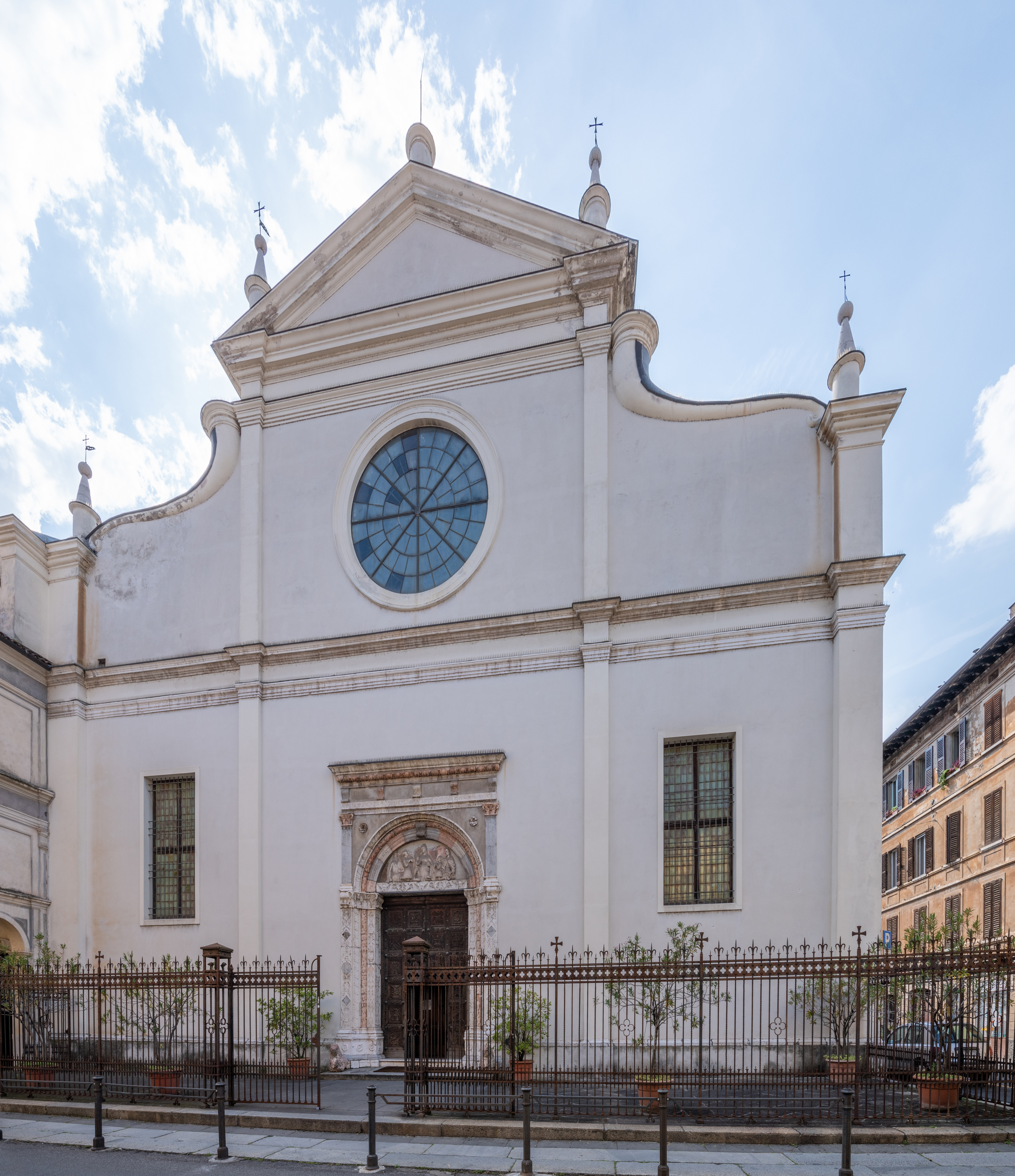
Basílica de Santa María de las Gracias, en Brescia

La sede de la diócesis se encuentra en la ciudad de Brescia, en donde se halla la Catedral de Santa María Asunta (Duomo nuovo) y la Concatedral de Santa María Asunta (Duomo vecchio). En el territorio diocesano existen 6 basílicas menores: Santa María de las Gracias, en Brescia; Visitación de la Virgen María, en Bagnolo Mella; San Andrés, en Pralboino; San Antonino Mártir, en Concesio; San Lorenzo Mártir, en Verolanuova; y Santa María Asunta, en Botticino.

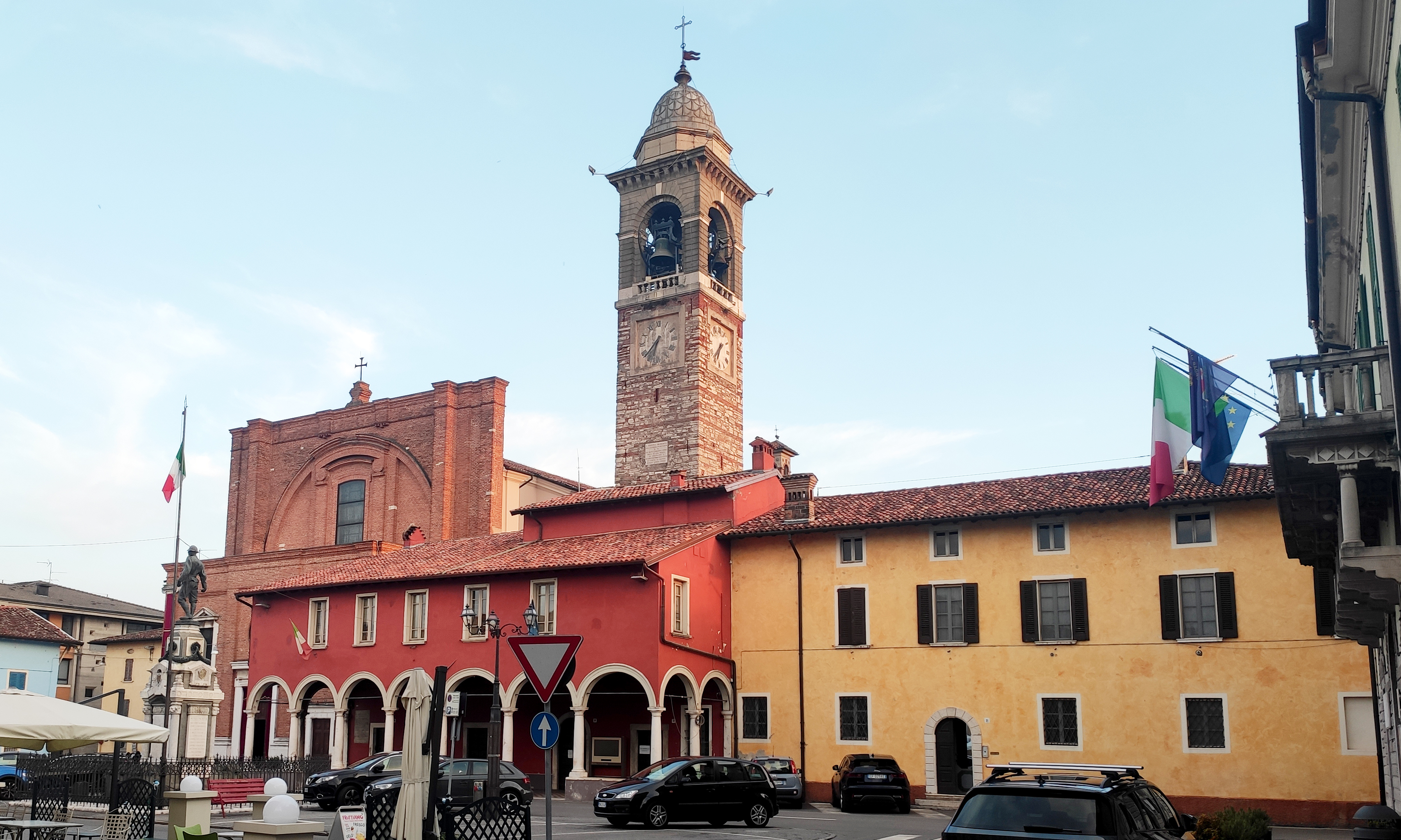
Basílica de la Visitación de la Virgen María, en Bagnolo Mella

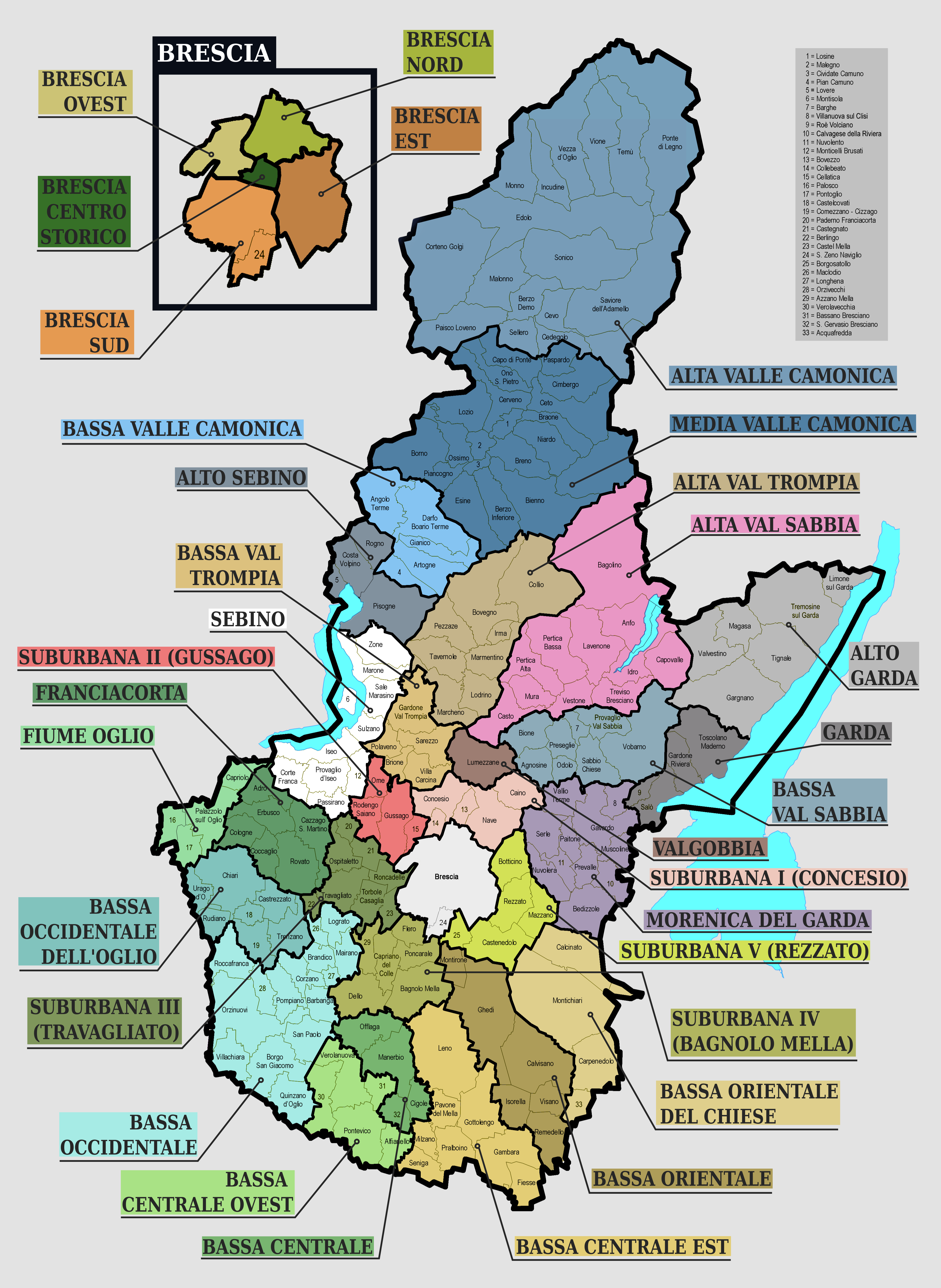
Mapa de las zonas pastorales de la diócesis

En 2022 en la diócesis existían 473 parroquias agrupadas en 32 zonas pastorales:
- I - Zona dell'Alta Valle Camonica - del Beato Innocenzo da Berzo
- II - Zona della Media Valle Camonica - di San Siro
- III - Zona della Bassa Valle Camonica - della Madonna del Monte
- IV - Zona Alto Sebino - delle Sante Vincenza Gerosa e Bartolomea Capitanio
- V - Zona del Sebino - di San Vigilio
- VI - Zona della Franciacorta - di San Carlo
- VII - Zona del fiume Oglio - di San Fedele
- VIII - Zona della Bassa Occidentale dell'Oglio - di San Filastrio
- IX - Zona della Bassa Occidentale - della beata Stefana Quinzani
- X - Zona Bassa Centrale Ovest - della beata Paola Gambara
- XI - Zona Bassa Centrale - del ven. Alessandro Luzzago
- XII - Zona Bassa Centrale Est - dell'Abbazia di San Salvatore
- XIII - Zona Bassa Orientale - di San Lorenzo
- XIV - Zona Bassa Orientale del Chiese - di San Pancrazio
- XV - Zona Morenica del Garda - di San Gaudenzio
- XVI - Zona Garda - di San Ercolano
- XVII - Zona Alto Garda- della Madonna di Montecastello
- XVIII - Zona Alta Val Sabbia - della Madonna di San Luca
- XIX - Zona Bassa Val Sabbia - di Santa Maria Assunta
- XX - Zona Alta Val Trompia - della Madonna della Misericordia
- XXI - Zona Bassa Val Trompia - di Santa Maria degli Angeli
- XXII - Zona Valgobbia - di S. Apollonio
- XXIII - Zona Suburbana I (Concesio) - di papa Paolo VI
- XXIV - Zona Suburbana II (Gussago) - del Santuario della Madonna della Stella
- XXV - Zona Suburbana III (Travagliato) - di Santa Maria Crocifissa di Rosa
- XXVI - Zona Suburbana IV (Bagnolo Mella) - della Visitazione di Maria
- XXVII - Zona Suburbana V (Rezzato) - del Santuario della Madonna di Valverde
- XXVIII - Zona Urbana - Brescia Est - dei Santi Faustino e Giovita
- XXIX - Zona Urbana - Brescia Nord - dei Santi Faustino e Giovita
- XXX - Zona Urbana - Brescia Ovest - dei Santi Faustino e Giovita
- XXXI - Zona Urbana - Brescia Sud - dei Santi Faustino e Giovita
- XXXII - Zona Urbana - Brescia Centro Storico - dei Santi Faustino e Giovita

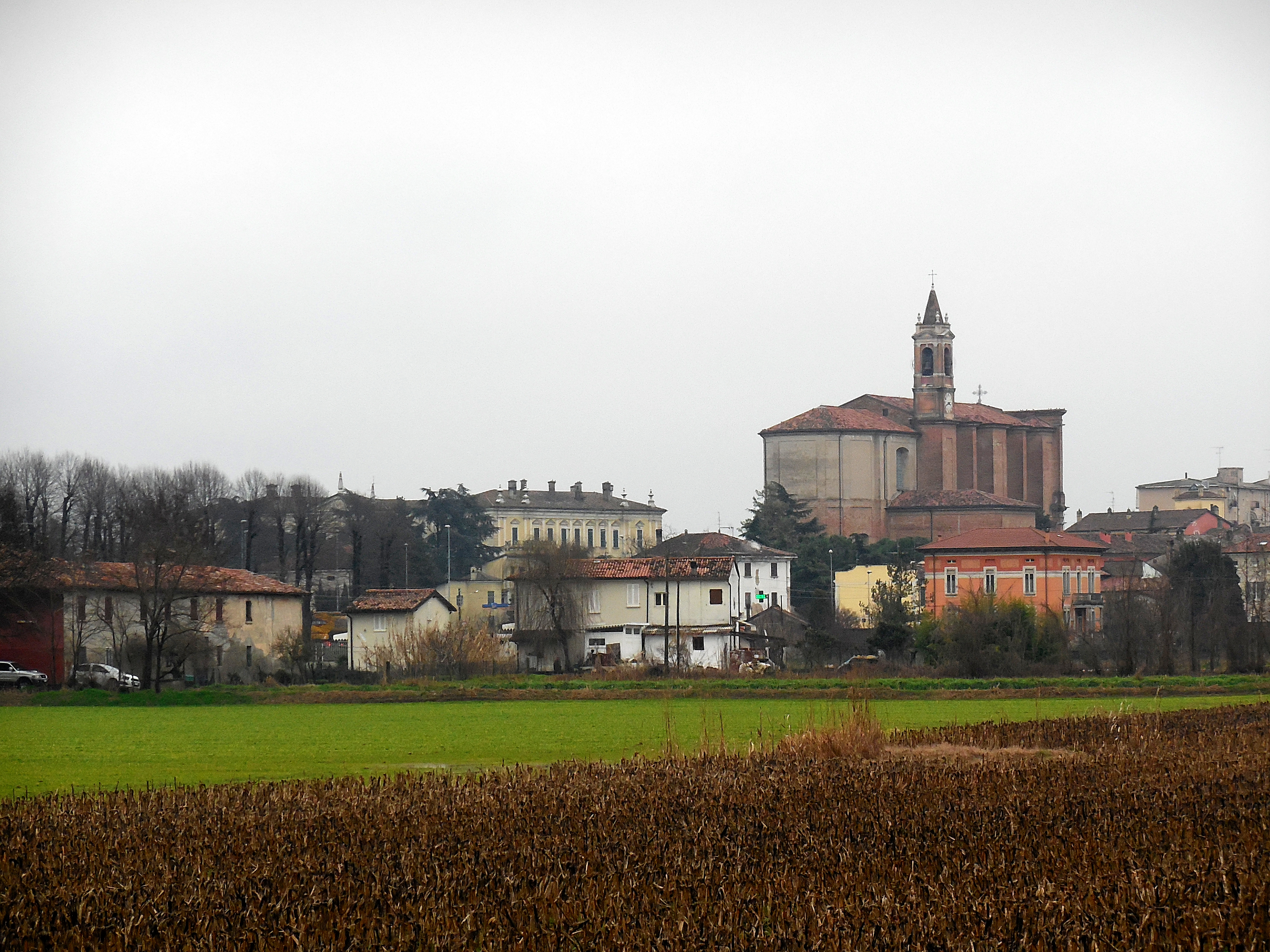
Basílica de San Andrés, en Pralboino

Los principales patronos de la diócesis son los santos Faustino y Jovita, mientras santa María Asunta, santa Ángela de Mérici y san Siro son considerados copatrones.

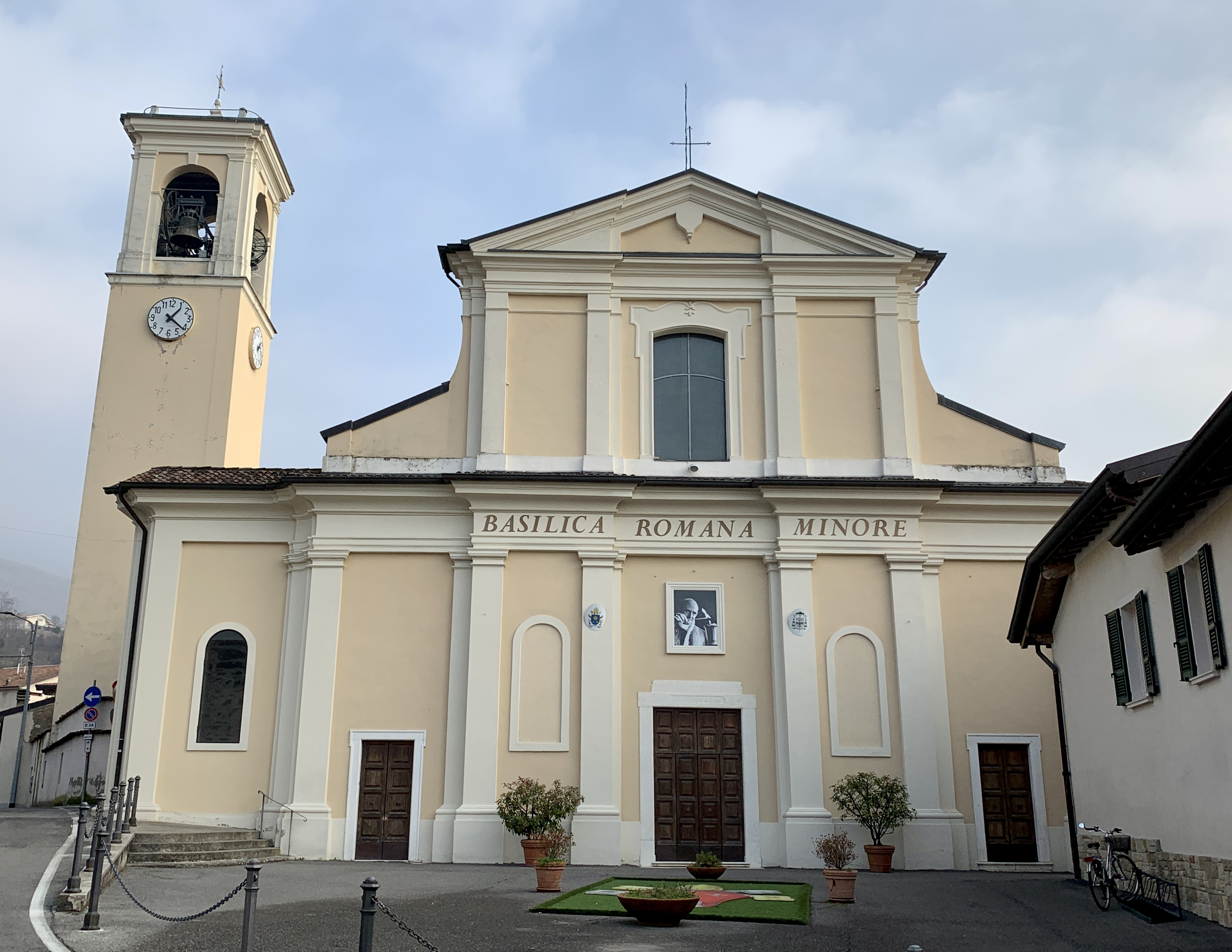
Basílica de San Antonino Mártir, en Concesio

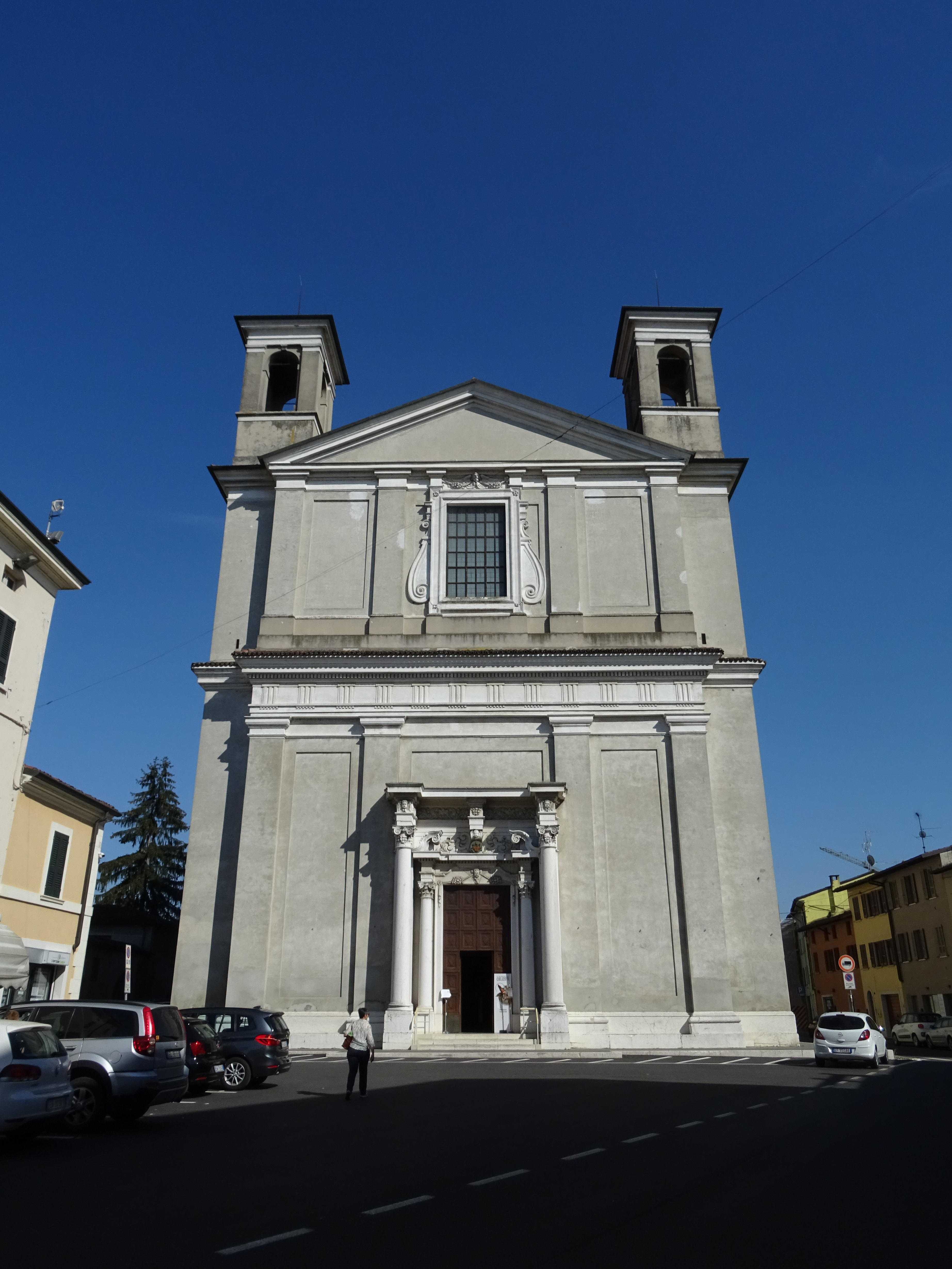
Basílica de San Lorenzo Mártir, en Verolanuova

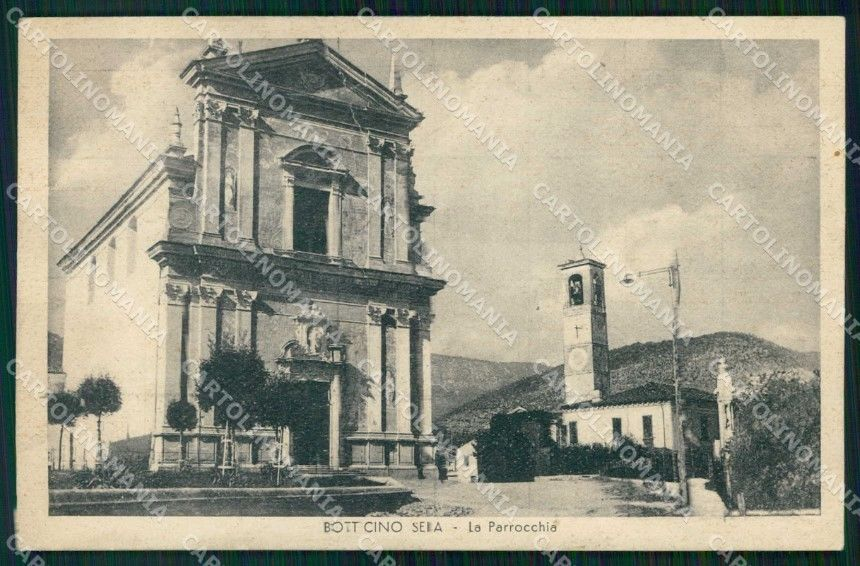
Basílica de Santa María Asunta, en Botticino

## Historia

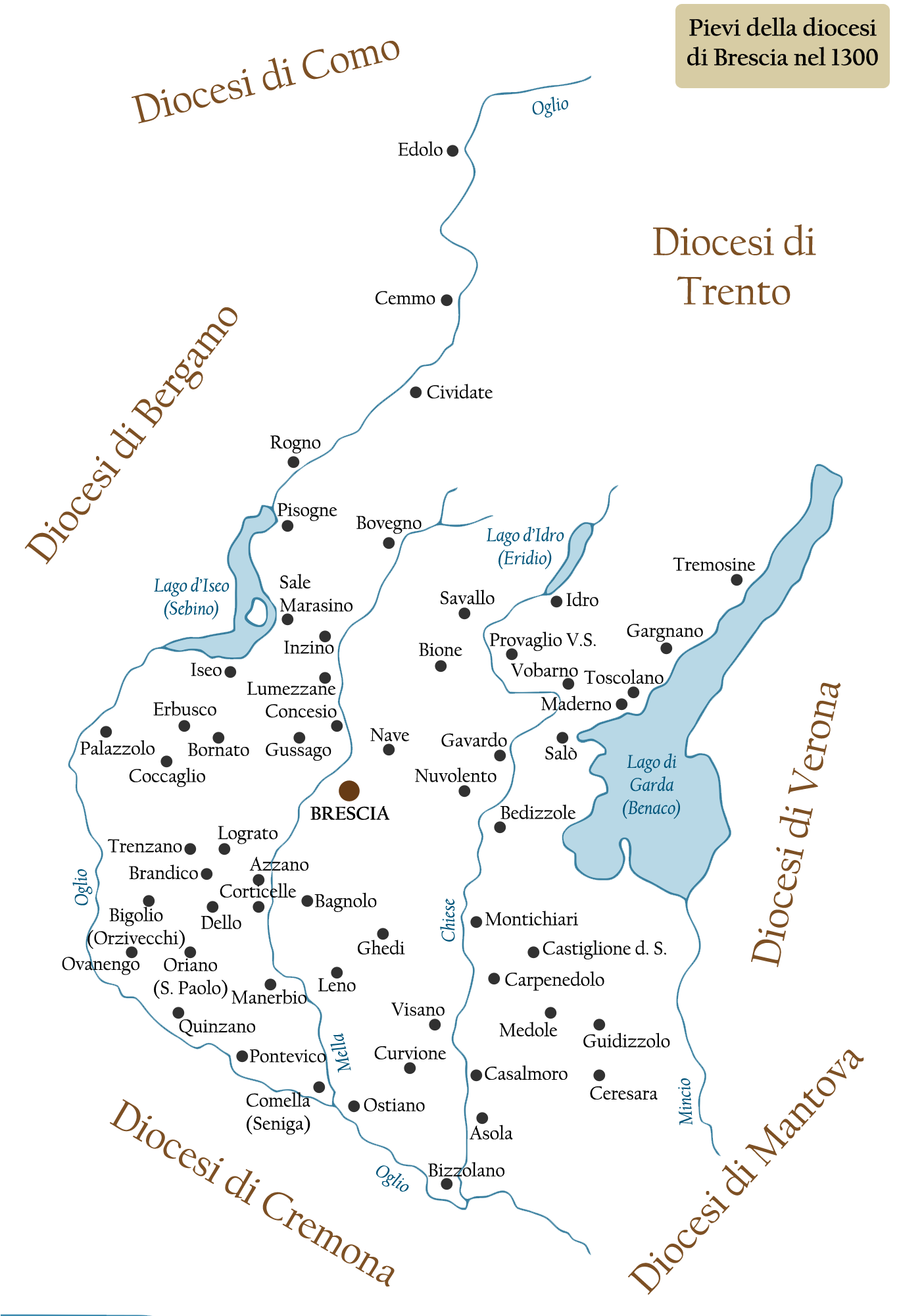
Pieves de la diócesis de Brescia en 1300

Los orígenes del cristianismo en Brescia son todavía inciertos, aunque la tradición señala la presencia de cristianos en el territorio ya en el siglo I. El primer obispo presente en la ciudad fue probablemente Anatalone, obispo de Milán, al inicio del siglo III.

### Medioevo
El primer obispo históricamente documentado es Ursicino, que participó en el Concilio de Sárdica entre 342 y 344. De las homilías del obispo Gaudencio (entre los siglos IV y V) se desprende claramente que en este período el cristianismo estaba bien arraigado en la sociedad bresciana, aunque persistieran restos de paganismo.
En la época lombarda fueron fundados dos monasterios, uno femenino intitulado a San Salvador (762), en Brescia, y otro masculino en Leno (758); ambos fueron instituidos por el rey Desiderio.
Desde la época del obispo Notingo (mediados del siglo IX) los obispos de Brescia tenían títulos y derechos de condes.
En el siglo XI la ciudad de Brescia sufrió las luchas entre el papado y el Imperio, con la elección de dos obispos en cisma interno. La corrupción del clero llevó a Arnaldo de Brescia a iniciar su predicación hasta su expulsión de la ciudad.
Berardo Maggi, elegido en 1275, fue el primer obispo que tuvo los títulos de marqués, duque y conde.

### Época moderna
Durante el periodo de dominación veneciana los obispos fueron elegidos por la República de Venecia y la diócesis atravesó un período de tranquilidad, perturbada sólo por el aumento de las herejías en los valles del Val Camonica y Val Trompia.
A fines del siglo XVI la ciudad de Salò, capital de la Magnifica Patria della Rivera di Salò, pidió tener una sede episcopal propia a partir de la unificación de las parroquias de las comunas aledañas, hasta entonces divididas en tres diócesis (Brescia, Trento y Verona). La oposición feroz de los ciudadanos brescianos, que siempre han estado en contra de la autonomía costera, y la muerte de Carlos Borromeo, uno de los sostenedores de la causa salodiana, hicieron que la operación fracasara.
Entre los principales protagonistas de la reforma tridentina emerge la figura del obispo Domenico Bollani, promotor de los decretos del concilio a través de numerosas visitas pastorales y de la institución del seminario diocesano en 1568.
En el siglo XVIII fue construida la actual catedral, dedicada a santa María Asunta, junto a la anterior catedral antigua y sufrió algunos cambios territoriales, obteniendo algunas parroquias de la diócesis de Trento en 1785, que constituyeron la iglesia parroquial de Tignale.
El 12 de septiembre de 1818 el papa Pío VII decretó la supresión de la abadía nullius de Asola mediante la bula De salute Dominici gregis; de sus diez parroquias, ocho fueron incorporadas en la diócesis de Mantua y dos a la de Brescia.
En 1893 nació el semanario diocesano La Voce del Popolo.

### Época contemporánea
En el siglo XX la diócesis de Brescia se distinguió por su intensa actividad pastoral. Particularmente significativa es la creación de oratorios parroquiales (más de cuatrocientos en todo el territorio provincial), a menudo dotados de instalaciones recreativas y deportivas, bares, salas de ensayo musical, salas de cine y teatros. En 1902 fue fundada la "Federación Juvenil León XIII" por el sacerdote Lorenzo Pavanelli, aprobada por el obispo Giacomo Maria Corna Pellegrini, con el objetivo de apoyar y desarrollar las actividades de pastoral juvenil en dichos oratorios. Modernizaciones de intención y reflexión sobre los oratorios fueron promovidas en 1960 por el vicario episcopal Guglielmo Bosetti y por el obispo Giacinto Tredici.
En el 1963 el cardenal bresciano Giovan Battista Montini fue elegido papa con el nombre de Pablo VI. Desde 1981, un impulso particular a las actividades de los oratorios de Brescia fue la creación de la Secretaría de Oradores dirigida por el sacerdote Amerigo Barbieri y promovida por el obispo Bruno Foresti; en 1983 nació la revista Il Gabbiano como órgano de enlace de las actividades de oratoria diocesana y de reflexión sobre la pastoral juvenil. En 2002 fue constituido el "Centro Oratori Bresciani" por obra de Claudio Paganini con el obispo Giulio Sanguineti y al año siguiente se convocó la conferencia eclesiástica diocesana "Generazioni di fede" a partir de la cual se decidió iniciar la reforma del catecismo tradicional en el modelo del ICFR.
Con el objetivo de promover la formación de laicos y jóvenes activos en los oratorios de Brescia, en 2009 se inauguró la Casa de Formación "Bruno Foresti". En 2013 Luciano Monari convocó el sínodo diocesano "Comunità in cammino" para lanzar la reforma de las unidades pastorales parroquiales.
El 9 de junio de 2024 entregó la parroquia de Bossico a la diócesis de Bérgamo, a la que ya había sido confiada la atención pastoral en virtud de un acuerdo desde el verano de 2014.

## Estadísticas
Según el Anuario Pontificio 2023 la diócesis tenía a fines de 2022 un total de 963 550 fieles bautizados.
| Año                                                                             | Población            | Población | Población      | Sacerdotes | Sacerdotes    | Sacerdotes    | Bautizados por sacerdote | Diáconos permanentes | Religiosos | Religiosos | Parroquias |
| Año                                                                             | Bautizados católicos | Total     | % de católicos | Total      | Clero secular | Clero regular | Bautizados por sacerdote | Diáconos permanentes | Varones    | Mujeres    | Parroquias |
| ------------------------------------------------------------------------------- | -------------------- | --------- | -------------- | ---------- | ------------- | ------------- | ------------------------ | -------------------- | ---------- | ---------- | ---------- |
| 1950                                                                            | 816 522              | 816 565   | 100.0          | 1207       | 932           | 275           | 676                      |                      | 449        | 2868       | 423        |
| 1959                                                                            | ?                    | 859 079   | ?              | 1123       | 953           | 170           | ?                        |                      | 156        | 3944       | 454        |
| 1970                                                                            | ?                    | 920 148   | ?              | 1255       | 971           | 284           | ?                        |                      | 406        | 4450       | 481        |
| 1980                                                                            | 967 000              | 1 000     | 96.7           | 1223       | 968           | 255           | 790                      |                      | 370        | 3709       | 493        |
| 1990                                                                            | 981 000              | 1 005 938 | 97.5           | 1142       | 909           | 233           | 859                      | 12                   | 404        | 2745       | 470        |
| 1999                                                                            | 995 600              | 1 037 900 | 95.9           | 1108       | 887           | 221           | 898                      | 24                   | 340        | 2361       | 469        |
| 2000                                                                            | 983 000              | 1 025 248 | 95.9           | 1089       | 871           | 218           | 902                      | 24                   | 353        | 2461       | 469        |
| 2001                                                                            | 1 025 116            | 1 041 466 | 98.4           | 1097       | 872           | 225           | 934                      | 26                   | 358        | 2455       | 469        |
| 2002                                                                            | 1 030 785            | 1 047 135 | 98.4           | 1086       | 866           | 220           | 949                      | 29                   | 354        | 2354       | 473        |
| 2003                                                                            | 1 052 850            | 1 070 800 | 98.3           | 1090       | 873           | 217           | 965                      | 30                   | 313        | 2205       | 469        |
| 2004                                                                            | 968 389              | 1 074 389 | 90.1           | 1084       | 874           | 210           | 893                      | 34                   | 326        | 2148       | 469        |
| 2006                                                                            | 959 680              | 1 094 686 | 87.7           | 1059       | 843           | 216           | 906                      | 35                   | 322        | 2149       | 470        |
| 2012                                                                            | 956 500              | 1 136 500 | 84.2           | 985        | 784           | 201           | 971                      | 51                   | 296        | 1688       | 473        |
| 2015                                                                            | 960 000              | 1 152 107 | 83.3           | 934        | 735           | 199           | 1027                     | 54                   | 289        | 1470       | 473        |
| 2018                                                                            | 960 000              | 1 153 587 | 83.2           | 966        | 766           | 200           | 993                      | 61                   | 338        | 1225       | 473        |
| 2020                                                                            | 970 000              | 1 205 102 | 80.5           | 947        | 721           | 226           | 1024                     | 62                   | 349        | 984        | 473        |
| 2022                                                                            | 963 550              | 1 187 076 | 81.2           | 903        | 679           | 224           | 1067                     | 61                   | 332        | 839        | 473        |
| Fuente: Catholic-Hierarchy, que a su vez toma los datos del Anuario Pontificio. |                      |           |                |            |               |               |                          |                      |            |            |            |

### Vida consagrada
Los institutos religiosos masculinos presentes en la diócesis son dieciocho, a saber: Canónigos Regulares de la Inmaculada Concepción, Congregación de la Sagrada Familia de Bérgamo, Congregación de la Sagrada Familia de Nazareth, Orden de San Agustín, Orden de los Carmelitas Descalzos, Orden de los Hermanos Menores, Orden de los Hermanos Menores Capuchinos, Orden de los Hermanos Menores Conventuales, Orden Hospitalaria de San Juan de Dios, Hijos de María Inmaculada, Instituto Misiones Consolata, Misioneros Combonianos del Corazón de Jesús, Misioneros de San Carlos, Misioneros Oblatos de María Inmaculada, Pía Sociedad de San Francisco Javier para las Misiones Extranjeras, Siervos de María, Sociedad de San Francisco de Sales.
Unos 56 institutos religiosos femeninos trabajan en el territorio diocesano: Orden de las Carmelitas Descalzas, Orden de las Hermanas Pobres de Santa Clara, Orden de Clarisas Capuchinas, Monjas del Buen Pastor, Orden de la Visitación de Santa María (todas estas de clausura), Adoratrices del Santísimo Sacramento, Siervas de la Caridad, Hermanas de la Beata Virgen María, Benedictinas de la Providencia, Betlemitas, Hijas de San Camilo, Hijas de la Caridad, Carmelitas de Santa Teresa, Carmelitas Misioneras, Pías Madres de los Negros, Misioneras de la Consolata, Dominicas del Santísimo Rosario, Hermanas de Santa Dorotea de Cemmo, Hermanas Maetras de Santa Dorotea, Hijas de Jesús, Franciscanas de los Sagrados Corazones, Franciscanas Isabelinas, Franciscanas Misioneras de Egipto, Misioneras de Jesús Eterno Sacerdote, Apostóles de Jesús Eucarístico, Congregación de la Imitación de Cristo, Maestras Pías Venerinas, Hermanas de la Caridad de las Santas Bartolomea Capitanio y Vincenza Gerosa, Hermanas Misioneras de la Sociedad de María, Siervas del Sagrado Corazón de Jesús y de los Pobres, Operarias de la Casa de Nazareth, Religiosas de Santa Úrsula, Ursulinas de María Inmaculada, Ursulinas de San Jerónimo de Somasca, Ursulinas de la Unión Romana, Hijas de San Pablo, Hermanas de la Pequeña Flor de Betania, Hermanas de las Pobres, Hermanas de la Sagrada Familia de Comonte, Hermanas de la Sagrada Familia de Espoleto, Hermanitas de la Sagrada Familia, Sacramentinas de Bérgamo, Apóstoles del Sagrado Corazón de Jesús, Hijas del Sagrado Corazón de Jesús, Hijas de María Auxiliadora, Pequeñas Hijas de San José, Hermanas de la Caridad de Santa Juana Antida Thouret, Hermanas de Santa Isabel, Hermanas de Santa Gema Galgani, Hermanas de Santa Marta, Hijas de la Caridad de San Vicente de Paúl, Siervas de María Reparadoras, Hermanas Misericordiosas y las Humildes Siervas del Señor.
Quince institutos seculares desarrollan sus actividades pastorales en la diócesis. Estos son: Hijas de Santa Ángela de Brescia, Hijas de Santa Ángela, Instituto María Santísima de la Anunciación, Misioneras del Amor Infinito, Misioneras de la Realeza de Cristo, Misioneros Seculares de la Pasión, Oblatas Apostólicas Pro Sanctitate, Pequeña Familia Franciscana, Espigadoras de la Iglesia, Voluntarias de Don Bosco, Cenáculo Carmelita, Instituto Pro Familia, Discípulas del Crucificado, Instituto Santa Catalina de Génova y Siervas de la Iglesia.
Aparte de los institutos se encuentran otras formas de vida consagrada como la Sociedad de Vida Apostólica de los oratorianos, algunos eremitas y algunas vírgenes consagradas. Además de los diversos movimientos y oratorios laicales.

## Episcopologio

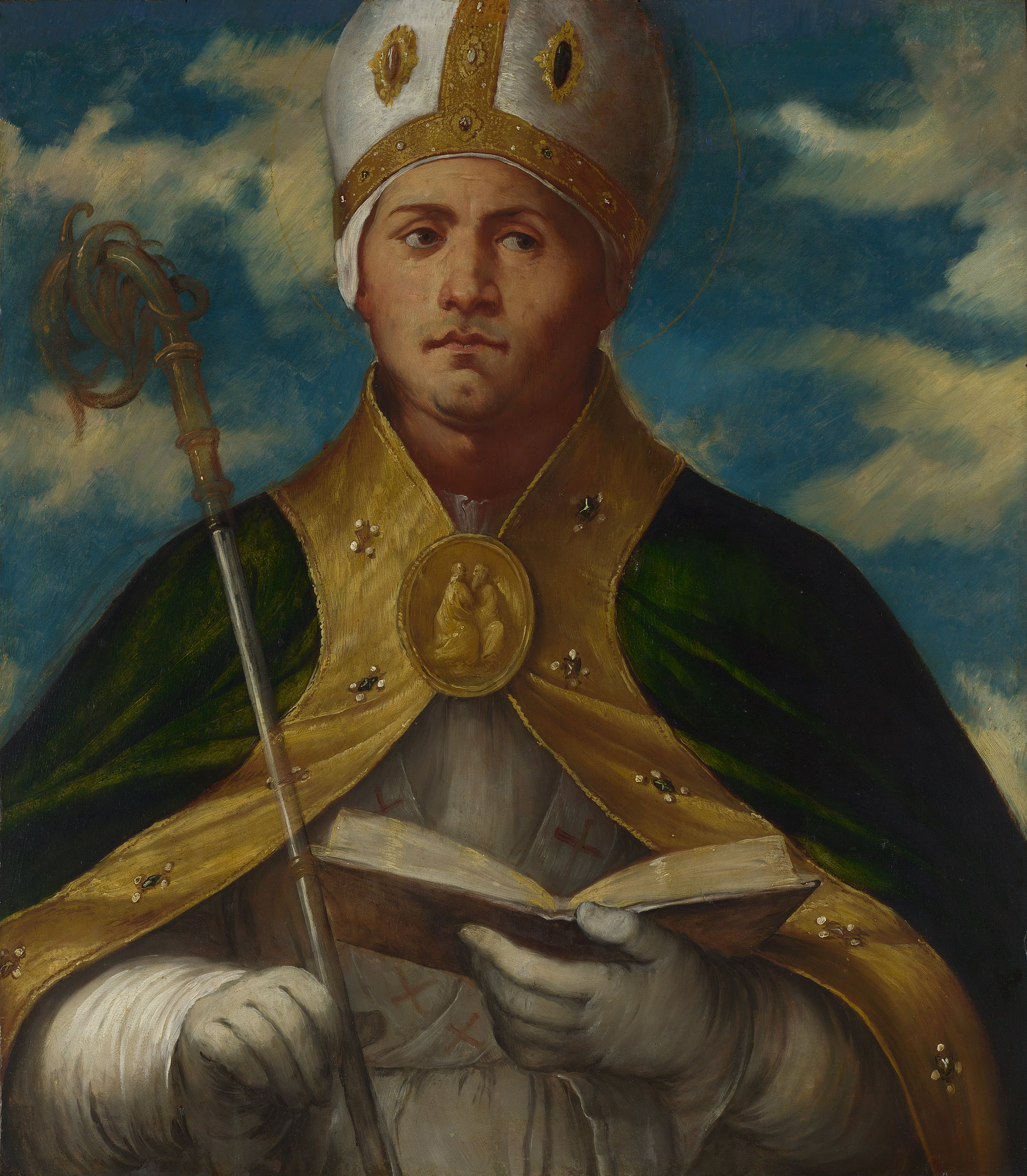
San Gaudioso de Girolamo Romanino. Gaudioso fue obispo de Brescia en la primera mitad del.

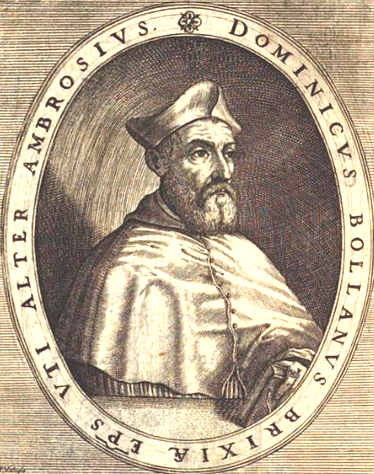
Domenico Bollani fue obispo de Brescia de 1559 al 1579. Se caracterizó por ser un gran impulsor de la reforma tridentina

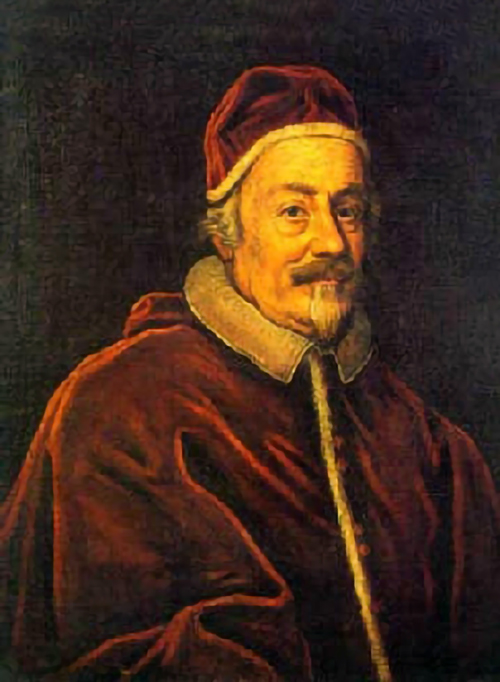
Pietro Vito Ottoboni ocupó la sede de Brescia de 1654 al 1664, antes de ser elegido papa con el nombre de Alejandro VIII

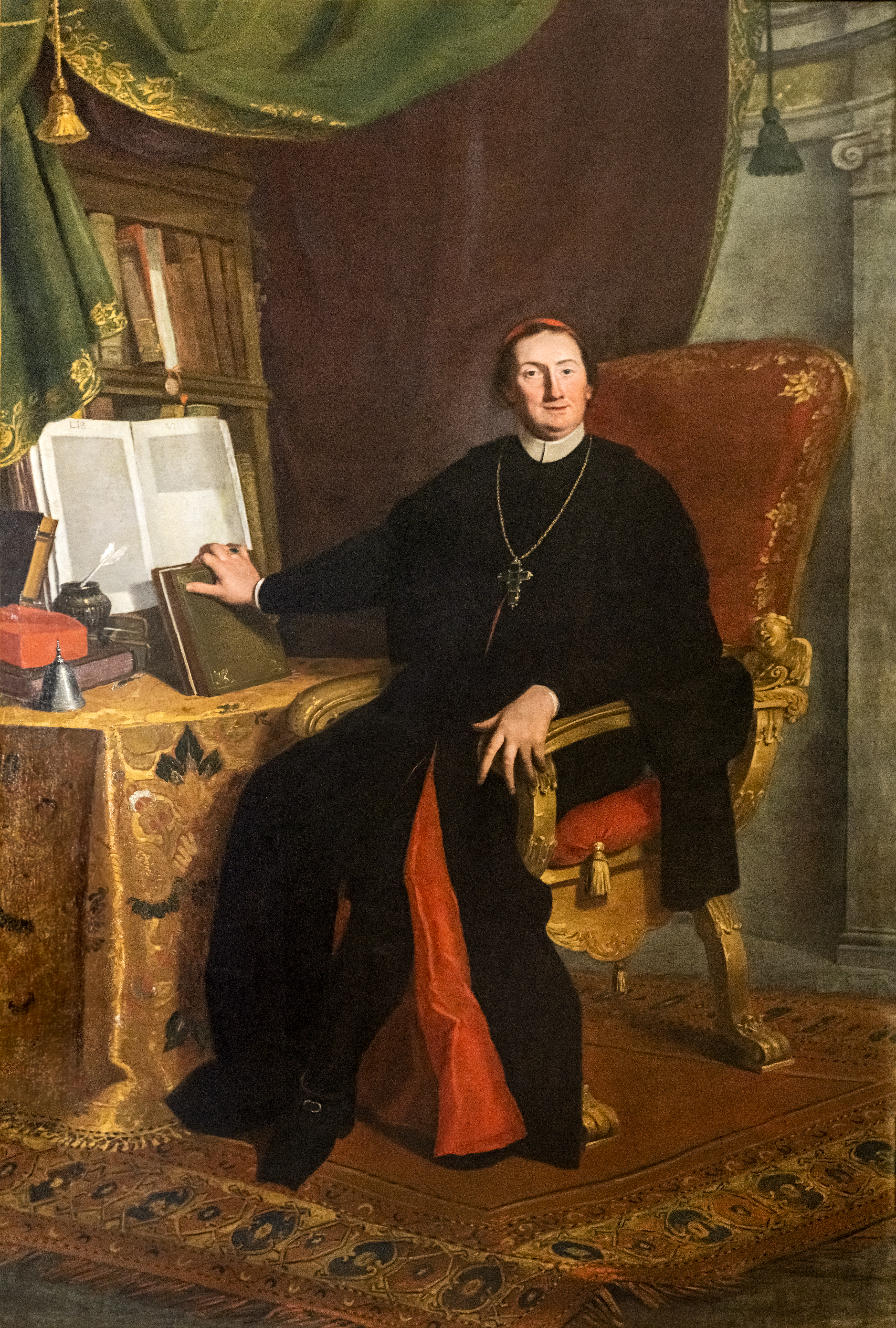
Ángel María Querini obispo de 1725 a 1755

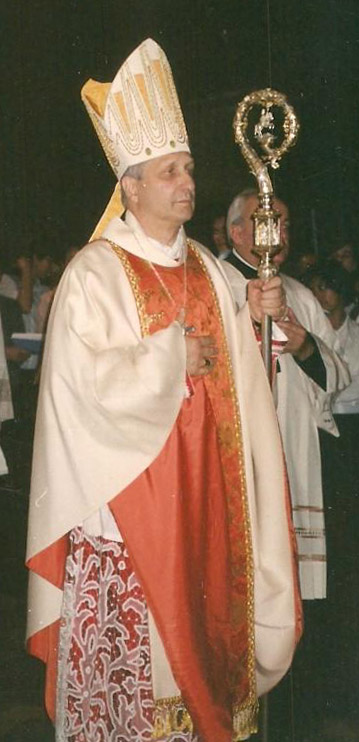
Luciano Monari, actual obispo

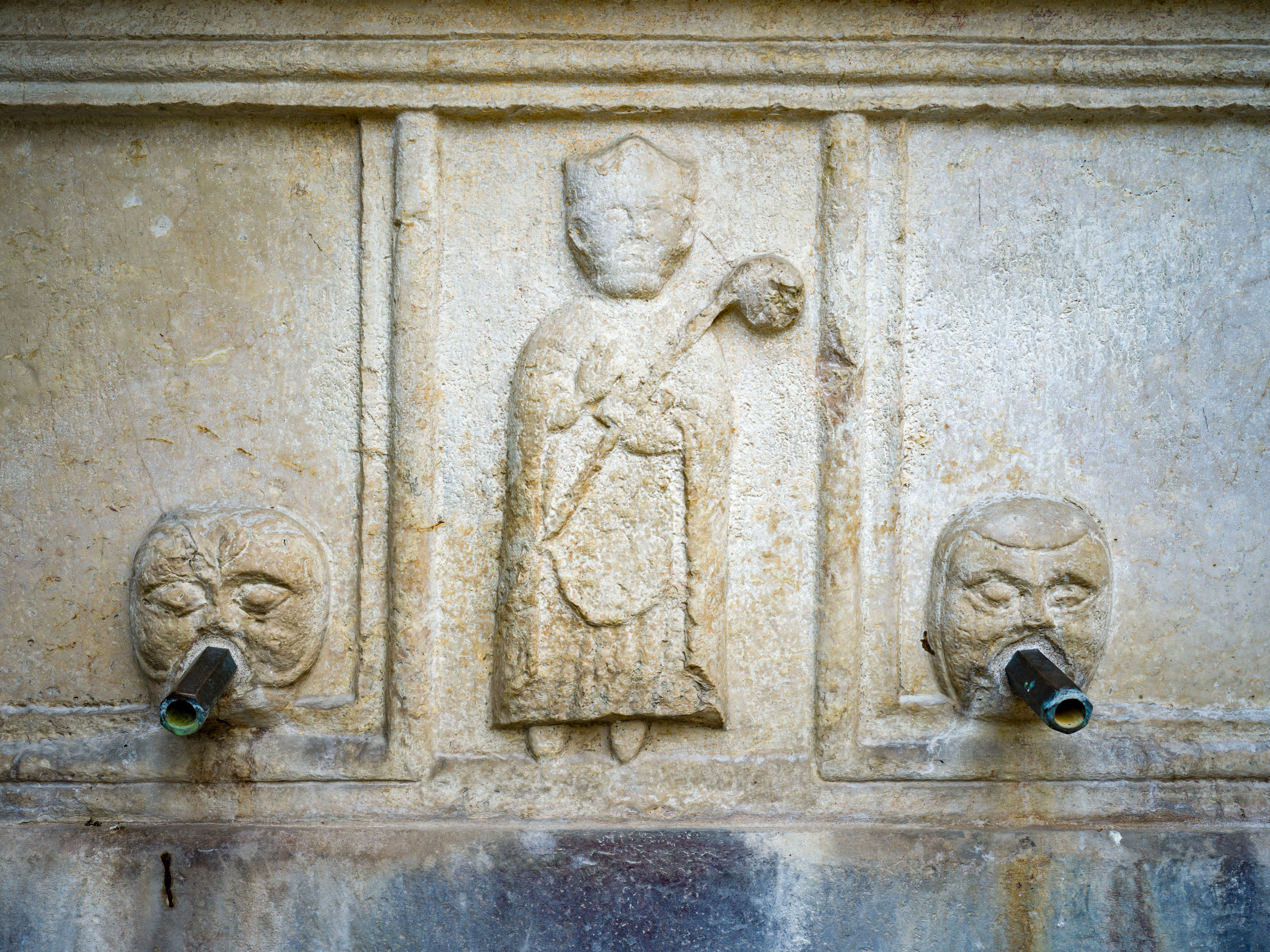
Obispo Tiziano de Brescia en la fuente Tagliaferri en la Piazzetta Tito Speri en Brescia

El catálogo más antiguo de los obispos de Brescia está contenido en un manuscrito, llamado códice queriniano, que Brunati (Santi Bresciani) atribuye a mediados del siglo XI. La lista de obispos hasta el siglo IX también está contenida en el discurso que el obispo Ramperto pronunció en el año 838 con motivo del traslado de los restos de su predecesor san Filastrio de la iglesia de Sant'Andrea a la catedral, en el que Ramperto recuerda todos los obispos posteriores a Filastrio, septimus episcopus brixiensem, , hasta su episcopado. Debido a la antigüedad de los testimonios, este catálogo se considera auténtico.
- San Anatalone? † (inicios del siglo III)[18]
- San Clateo † (segunda mitad del siglo III o inicios del siglo IV)
- San Viatore † (inicios del siglo IV)
- San Flavio Latino † (siglo IV)
- San Apollonio † (siglo IV)
- San Ursicino o Ursacio † (mencionado en 342/344)
- San Faustino † (segunda mitad del siglo IV)
- San Filastrio † (circa 379-17 de julio de 387 falleció)[nota 2]
- San Gaudencio † (antes de 397-después de 406)
- San Paolo † (inicios del siglo V)
- San Teofilo † (primera mitad del siglo V)
- San Silvino † (primera mitad del siglo V)
- San Gaudioso † (primera mitad del siglo V)[16][17]
- San Ottaziano † (mencionado en 451)
- San Vigilio † (segunda mitad del siglo V)
- San Tiziano † (fines del siglo V)
- San Paolino (Paolo) † (inicios del siglo VI)
- San Cipriano † (primera mitad del siglo VI)
- San Ercolano † (siglo VI)
- San Onorio † (segunda mitad del siglo VI)
- San Rusticiano † (fines del siglo VI)
- San Dominatore † (fines del siglo VI)
- San Paolo † (inicios del siglo VII)
- San Paterio † (inicios del siglo VII)
- San Anastasio † (siglo VII)
- San Domenico † (circa 655-circa 671)
- San Felice † (fines del siglo VII)
- San Deusdedit (Diodato, Adeodato) † (antes de 679-después de 680)
- Gaudioso † (fines del siglo VII)
- Rusticiano † (inicios del siglo VIII)
- Apollinare † (inicios del siglo VIII)
- Andrea † (siglo VIII]])
- Teobaldo † (mitad del siglo VIII)
- Vitale † (mitad del siglo VIII)
- Benedetto † (mencionado en 761)
- Ansoaldo † (mencionado en 774?)
- Cuniperto † (fines del siglo VIII)
- Anfrido † (mencionado en 813)
- Pietro † (inicios del siglo IX)
- Ramperto † (antes de 827-después de 842)
- Notingo † (antes de 844-después de 859)
- Antonio † (antes de 863-después de 898)
- Ardingo † (antes de 901-922)
- Landolfo † (922-?)
- Giuseppe † (mitad del siglo X)
- Antonio † (antes de 952-después de 969)[19]
- Goffredo di Canossa † (antes de 979-antes de julio de 981 nombrado obispo de Luni)[19][20]
- Attone di Canossa † (segunda mitad del siglo X)[19]
- Adalberto † (antes de 996-después de octubre de 1001)[19][21]
- Landolfo † (antes de mayo de 1006-26 de abril de 1030 falleció)[19]
- Olderico (Olderico I) † (antes de julio de 1031-1054 falleció)[19]
- Eccheardo † (aprile-junio de 1055-1057 falleció)[19][22][nota 3]
- Adelmanno di Liegi † (antes de abril de 1059-1061 falleció)[19][22]
- Alderico (Olderico II) † (mencionado en 1074)
- Conone † (mencionado en 1080)[19][23]
- Giovanni † (mencionado en 1085)[19]
- Oberto † (antes de 1093-1098 depuesto)[19]
- Arimanno da Gavardo † (circa de abril de 1098-antes de marzo de 1116 depuesto)[19]
- Villano † (12 de marzo de 1116 consagrado-1132 depuesto)[19]
- Manfredo Boccacci † (1133-7 de enero de 1153 falleció)
- Raimondo de Monte Claro † (antes del 1 de marzo de 1153-4 de agosto de 1173 falleció)
- Giovanni Griffi detto Fiumicello † (antes del 2 de junio de 1174-10 de noviembre de 1195 falleció)
- Giovanni da Palazzo † (18 de noviembre de 1195-5 de agosto de 1212 falleció)
- Alberto da Reggio † (antes del 22 de mayo de 1213-1226 nombrado patriarca de Antioquía)
- Beato Guala de Roniis, O.P. † (antes de 1229-5 de septiembre de 1244 falleció)
- Azzone da Torbiato † (1244-18 de octubre de 1253 falleció)
- Cavalcano Sala † (1253-1263 falleció)
- Martino Arimanni † (15 de marzo de 1264-1275 falleció)
- Berardo Maggi † (21 de septiembre de 1275-6 de octubre de 1308 falleció)[24]
- Federico Maggi † (2 de enero de 1309-circa 1317 depuesto o nombrado obispo de Piacenza)
- Princivalle Fieschi † (27 de julio de 1317-24 de mayo de 1325 nombrado obispo de Tortona)
- Tiberio della Torre † (24 de mayo de 1325-1333 falleció)
- Jacopo de Atti † (14 de junio de 1335-31 de octubre de 1344 falleció)
- Lamberto Balduino della Cecca † (3 de noviembre de 1344-3 de septiembre de 1349 falleció)
- Bernardo Tricardo, O.Cist. † (23 de octubre de 1349-15 de marzo de 1358 falleció)
- Raimondo Bianchi, O.S.B. † (24 de septiembre de 1358-1362 falleció)
- Enrico da Sessa † (19 de diciembre de 1362-22 de octubre de 1369 nombrado obispo de Como)
- Agapito Colonna † (22 de octubre de 1369-11 de agosto de 1371 nombrado patriarca de Lisboa)
- Stefano Palosti de Verayneris † (3 de septiembre de 1371-30 de marzo de 1373 nombrado obispo de Todi)
- Andrea de Aptis, O.E.S.A. † (30 de marzo de 1373-1378 falleció)
- Nicolò Zanasio † (1378-1383 o 1384 nombrado arzobispo de Benevento)
- Andrea Segazeno, O.E.S.A. † (14 de enero de 1383 o 1384-después l'11 de marzo de 1387 falleció)
- Tommaso Visconti, O.E.S.A. † (28 de enero de 1388-1 de febrero de 1390 nombrado obispo de Cremona)[nota 4]
- Francesco Lante, O.F.M. † (13 de abril de 1390-21 de octubre de 1390 nombrado obispo de Cremona)
- Tommaso Visconti † (21 de octubre de 1390-28 de marzo de 1397 nombrado obispo in partibus de Egina) (por segunda vez)
- Tommaso Pusterla † (28 de marzo de 1397-1399 falleció)
- Guglielmo Pusterla † (14 de marzo de 1399-1416 falleció)
  - Antonio Correr, O.P. † (antes del 11 de mayo de 1409-15 de julio de 1409 nombrado obispo de Ceneda) (antiobispo)[nota 5]
  - Pandolfo Malatesta † (1416-7 de octubre de 1418 renunció) (administrador apostólico)
- Francesco Marerio † (30 de enero de 1419-23 de marzo de 1442 nombrado obispo de Montefiascone y Corneto)
- Pietro de Monte † (23 de marzo de 1442-12 de enero de 1457 falleció)
- Bartolomeo Malipiero † (24 de enero de 1457-4 de noviembre de 1464 falleció)
- Domenico de' Domenichi † (14 de noviembre de 1464-17 de febrero de 1478 falleció)
- Lorenzo Zane † (27 de febrero de 1478-1480 renunció)
- Paolo Zane † (19 de diciembre de 1480-marzo de 1531 falleció)
  - Francesco Corner (o Cornaro) † (marzo de 1531-13 de marzo de 1532 renunció) (administrador apostólico)
- Andrea Corner (o Cornaro) † (13 de marzo de 1532-30 de enero de 1551 falleció)
  - Alvise Priuli † (1551-1551) (obispo electo)
- Durante Duranti † (18 de febrero de 1551-24 de diciembre de 1558 falleció)
- Domenico Bollani † (15 de marzo de 1559-12 de agosto de 1579 falleció)
- Giovanni Dolfin † (26 de agosto de 1579-1 de mayo de 1584 falleció)
- Gianfrancesco Morosini † (23 de septiembre de 1585-14 de enero de 1596 falleció)
- Marino Zorzi (Giorgi) † (4 de marzo de 1596-28 de agosto de 1631 falleció)
- Vincenzo Giustiniani † (31 de enero de 1633-13 de febrero de 1645 falleció)
- Marco Morosini † (31 de julio de 1645-4 de octubre de 1654 falleció)
- Pietro Vito Ottoboni † (7 de diciembre de 1654-9 de junio de 1664 renunció, luego electo papa con el nombre de Alejandro VIII)
- Marino Giovanni Zorzi (Giorgi) † (9 de junio de 1664-24 de octubre de 1678 falleció)
- Bartolomeo Gradenigo † (13 de julio de 1682-29 de julio de 1698 falleció)
- Daniele Marco Dolfin † (15 de septiembre de 1698-5 de agosto de 1704 falleció)
- Giovanni Badoer (Badoaro) † (7 de junio de 1706-17 de mayo de 1714 falleció)
- Gianfrancesco Barbarigo † (9 de julio de 1714-20 de enero de 1723 nombrado obispo de Padua)
- Fortunato Morosini, O.S.B. † (15 de marzo de 1723-25 de junio de 1727 falleció)
- Ángel María Querini, O.S.B. † (30 de julio de 1727-6 de enero de 1755 falleció)
- Giovanni Molin † (17 de febrero de 1755-14 de marzo de 1773 falleció)
- Giovanni Nani † (19 de abril de 1773-23 de octubre de 1804 falleció)
  - Sede vacante (1804-1807)
- Gabrio Maria Nava † (18 de septiembre de 1807-2 de noviembre de 1831 falleció)
  - Sede vacante (1831-1834)
- Carlo Domenico Ferrari, O.P. † (20 de enero de 1834-29 de noviembre de 1846 falleció)
  - Sede vacante (1846-1850)
- Girolamo Verzeri † (30 de septiembre de 1850-1 de diciembre de 1883 falleció)
- Giacomo Maria Corna Pellegrini Spandre † (1 de diciembre de 1883 por sucesión-21 de mayo de 1913 falleció)
- Giacinto Gaggia † (28 de octubre de 1913-15 de abril de 1933 falleció)[nota 6]
- Giacinto Tredici, O.SS.C.A. † (21 de diciembre de 1933-19 de agosto de 1964 falleció)
- Luigi Morstabilini † (7 de octubre de 1964-7 de abril de 1983 retirado)
- Bruno Foresti † (7 de abril de 1983-19 de diciembre de 1998 retirado)
- Giulio Sanguineti (19 de diciembre de 1998-19 de julio de 2007 retirado)
- Luciano Monari (19 de julio de 2007-12 de julio de 2017 retirado)
- Pierantonio Tremolada, desde el 12 de julio de 2017